# 아오모리 베이브리지

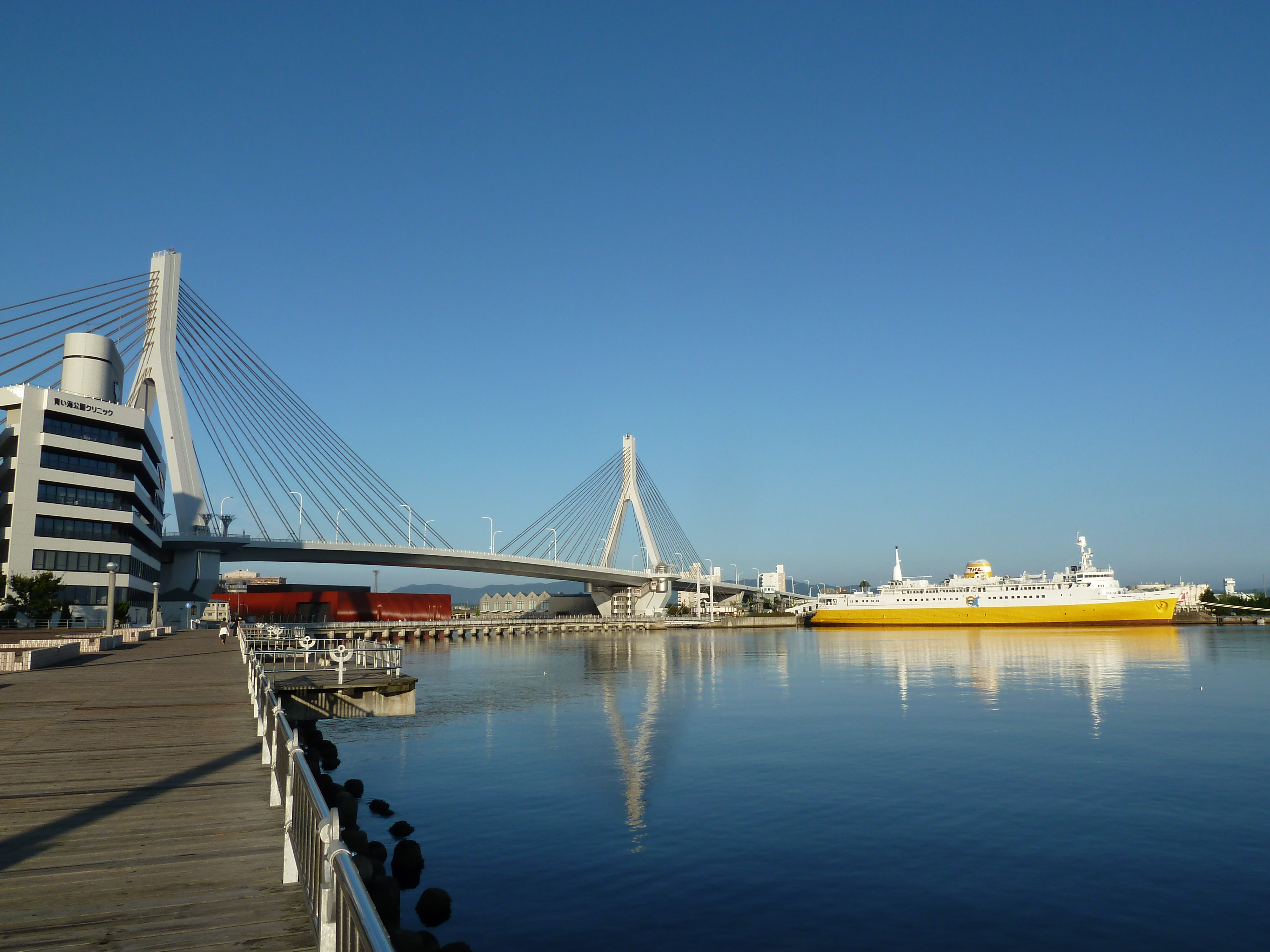
아오모리 베이브리지

아오모리 베이브리지(일본어: 青森ベイブリッジ 아오모리베이브릿지[*])는 아오모리현 아오모리시에 있는 다리이다. 아오모리 항의 화물 운반 정체 완화를 목적으로 지어졌다. 다리 길이는 1219m로, 아오모리에서 가장 긴 다리이다.

## 같이 보기
- 요코하마 베이브리지